# Djiguenni
Djiguenni är en kommun i departementet Djiguenni i regionen Hodh Ech Chargui i Mauretanien. Kommunen hade 13 960 invånare år 2013.